# Eparchia kineszemska
Eparchia kineszemska – jedna z eparchii Rosyjskiego Kościoła Prawosławnego, z siedzibą w Kineszmie. Wchodzi w skład metropolii iwanowskiej. 
Eparchia powstała na mocy decyzji Świętego Synodu Rosyjskiego Kościoła Prawosławnego z 7 czerwca 2012 poprzez wydzielenie z eparchii iwanowo-wozniesieńskiej. Jej pierwszym ordynariuszem został 8 lipca 2012 biskup Hilarion (Kajgorodcew).